# Lennart Grebelius
Nils Lennart Grebelius, född den 29 mars 1953 i Sätila, är en svensk näringslivsperson och filantrop.

## Biografi
Lennart Grebelius började arbeta i familjeföretaget Nilssons Trikåfabrik AB (numera Sätila of Sweden) 1974 och tog över företaget 1985. Efter finanskrisen, i början av 1990-talet, började han investera i fastigheter i Göteborg och Stockholm och sedermera, tillsammans med sina tre söner, även i London och Los Angeles.
Kärnan i affärsverksamheten är investmentbolaget Sätila Holding AB, med kontor på Västra Hamngatan i Göteborg där Per Joachimsson är VD. Koncernen har ett förvaltat kapital om ca 2 miljarder kronor. 1999 gick Lennart Grebelius in som delägare i modekedjan Gina Tricot, som på 15 år växte till 155 butiker och omsättning kring två miljarder kronor. 2024 sålde han sin ägarandel. 2001 gick Grebelius in som delägare i skokedjan Scorett, ett delägarskap som avslutades 2015.

## Filantropi
Lennart Grebelius har varit engagerad i gatutidningen Faktum sedan starten 2001, som säljs av hemlösa och andra som lever i fattigdom och socialt utanförskap på gatorna i bland annat Göteborg, Malmö, Lund, Helsinborg, Kristianstad, Jönköping, Växjö och Karlstad.
2009 startades företaget Mitt Liv, med syfte att hjälpa och integrera invandrare i det svenska samhället genom professionella kontakter och nätverk, vilket leder till sysselsättning. Lennart Grebelius bidrog med startkapital tillsammans med Familjen Hielte och var verksam i styrelsen under många år.
Grebelius startade 2015 stiftelsen Sätila Foundation som utgår från ett långvarigt engagemang i sociala frågor, människorätt och humanism. 

## Konstnärskap
Utöver sin affärsverksamhet har Grebelius ett konstnärskap där han arbetar med frågor genom olika medier, främst böcker och skyltar.

### Utställningar i urval[10]
- Naturhistoriska Museet, Göteborg, 1992
- Riksutställningar, 1994
- The Phatory, New York, 2004
- Borås Konstmuseum, Borås, 2007 [11]
- The Phatory, New York, 2009
- Lokstallet, Strömstad, 2009 [12]
- Wetterling Gallery, Stockholm, 2015 [13]
- Frankfurter Buchmesse, Frankfurt, 2015
- Malmö Artist ́s Book Biennial, Malmö 2018
- Göteborgs Auktionsverk, 2018
- Karlavägen 70, 2024[14]

## Utmärkelser
- H. M. Konungens medalj i guld av 12:e storleken (Kon:sGM12 2021) för värdefulla insatser inom svenskt näringsliv[15]